# The Christian Science Journal
The Christian Science Journal ist eine offizielle, monatlich erscheinende Zeitschrift der Kirche Christi, Wissenschaftler (Church of Christ, Scientist). Der Sitz der Redaktion befindet sich in Boston.

## Einzelheiten
Die Zeitschrift wird von der Christian Science Publishing Society herausgegeben. Sie wurde im Jahr 1883 von Mary Baker Eddy gegründet. Die erste Ausgabe erschien am 14. April 1883 unter dem Untertitel: „An Independent Family Paper to Promote Health and Morals“ („Eine unabhängige Familienzeitung zur Förderung von Gesundheit und Moral“). Zu dieser Zeit war Eddy selbst Herausgeberin und Hauptautorin des Journals.
Ziel des Journal ist es, die praktische Anwendung der christlich-wissenschaftlichen Heilpraxis darzustellen. Lehrartikel und geprüfte Erfahrungsberichte über Heilungen sollen den Leserinnen und Lesern ein besseres Verständnis der Prinzipien und Praxis der Christian Science vermitteln. Jede Ausgabe enthält zudem Leitartikel, Interviews, Gemeindemitteilungen, Gedichte sowie ein weltweites Verzeichnis von Praktikerinnen und Praktikern, Lehrerinnen und Lehrern, Kirchen, Lesesälen und studentischen Organisationen.
Zwei Schwesterpublikationen sind das wöchentliche Christian Science Sentinel sowie The Herald of Christian Science, das in mehreren Sprachen erscheint.

## Bedeutende Herausgeber und Mitwirkende

### Herausgeberinnen und Herausgeber
- Septimus J. Hanna[9]
- Emma Curtis Hopkins[10]
- Annie M. Knott[11]
- William D. McCrackan[12]

### Weitere Mitwirkende
- Neil Kensington Adam[13]
- Alice Stone Blackwell[14]
- Charles Lightoller[15]
- Marietta T. Webb[16]